# Colònia Galobard
La Colònia Galobard és una antiga colònia industrial que forma una petita entitat de població dins el terme municipal de Navarcles, a la comarca catalana del Bages. Es va construir al costat del mas Galobard i va començar el seu funcionament l'any 1866. Fins a l'any 1927 havia pertangut al terme municipal de Calders, al Moianès. Estava situada a l'extrem de ponent del terme calderí, a prop del límit amb Navarcles, i actualment és a l'extrem del terme de Navarcles, al límit amb Calders.

## Descripció
Durant les primeres dècades, la fàbrica tèxtil estava formada per dues naus, una de 78 m de llarg i l'altra de 35,5 m. A finals del segle xix la fàbrica del Galobard va esdevenir una colònia amb més de 200 treballadors. Es va comprar un molí del segle xvii que estava a prop de la fàbrica i que pertanyia a la família Solervicens i s'hi van construir pisos per als treballadors. La colònia estava formada per 50 pisos per als treballadors, escola, botiga, barberia, cafè, menjador per a les noies treballadores que no eren de la colònia i torre de l'amo. Durant el s.XX es van fer diverses ampliacions a la fàbrica, amb la construcció de dues noves naus.
En el cens del 2006 tenia 24 habitants.

## Història
El 1858 l'amo del mas Galobard va donar uns terrenys al seu fill, Valentí Galobard, casat amb Ignàsia Burés i Arderiu, filla de l'amo de la fàbrica Burés, amb l'objectiu que hi construís una fàbrica de teixits. A final del segle xix el conjunt ja era una colònia industrial amb pisos per als treballadors i diversos serveis. La fàbrica es va construir el 1866, al costat del mas. A finals del segle xix va esdevenir una colònia, amb més de dos-cents treballadors i s'hi van construir 50 pisos. Actualment la colònia ha desaparegut com a tal i només hi ha uns quanta habitatges ocupats per treballadors.
L'última empresa que hi va estar establerta va ser Torval Medica, dedicada a productes tèxtils per al sector sanitari, la qual va tancar el 2015. A principis de 2017 es va projectar la rehabilitació de l'antiga colònia, amb l'acondicionament de l'antiga fàbrica, la utilització de les quatre naus i la recuperació dels antics habitatges, que havien arribat a un estat de total abandó, gràcies a l'adquisició de les instal·lacions per part d'una empresa d'alimentació, amb la finalitat d'ampliar la producció.